# Championnats du monde d'escalade 2003
Navigation
Édition précédente Édition suivante
Les Championnats du monde d'escalade 2003 se sont tenus à Chamonix, en France, du 9 au 13 juillet 2003.

## Podiums

### Hommes
| Épreuves   | Or                        | Argent                 | Bronze                       |
| ---------- | ------------------------- | ---------------------- | ---------------------------- |
| Difficulté | Tchéquie Tomáš Mrázek     | Espagne Patxi Usobiaga | France David Caude           |
| Bloc       | Italie Christian Core     | France Jérôme Meyer    | Pologne Tomasz Oleksy        |
| Vitesse    | Ukraine Maksym Styenkovyy | Pologne Tomasz Oleksy  | Russie Alexander Peshekhonov |

### Femmes
| Épreuves   | Or                      | Argent                   | Bronze                  |
| ---------- | ----------------------- | ------------------------ | ----------------------- |
| Difficulté | Belgique Muriel Sarkany | France Emilie Pouget     | France Sandrine Levet   |
| Bloc       | France Sandrine Levet   | Ukraine Nataliya Perlova | France Fanny Rogeaux    |
| Vitesse    | Ukraine Olena Ryepko    | Russie Tatiana Ruyga     | Russie Valentina Yurina |